# 종로양복점
중구 저동에 위치한 맞춤양복점. 1916년에 시작했다. 현재 운영하는 맞춤양복점 중에 가장 오래됐다.
종로1가 보신각 옆자리에 처음 문을 열었고, 이후 종로1가 2층짜리 건물로 옮겨 갔다. 이후 광화문 신문로 대로변 2층으로 자리를 옮기고, 2010년 광화문에서 중구 저동의 한 빌딩 6층으로 이전했다.